# (9081) Hideakianno
(9081) Hideakianno ist ein Asteroid des Hauptgürtels, der am 3. November 1994 vom japanischen Astronomen Akimasa Nakamura am Kuma-Kōgen-Observatorium (IAU-Code 360) bei Kumakōgen in der Präfektur Ehime entdeckt wurde.
Der Asteroid wurde nach dem japanischen Animator und Filmregisseur Hideaki Anno (* 1960) benannt, der für mehrere japanische Anime-Fernsehserien verantwortlich zeichnet.